# Трансери 5: Раптовий Дет
«Трансери 5: Раптовий Дет» (англ. Trancers 5: Sudden Deth) — американський фантастичний бойовик режисера Девіда Наттера.

## Сюжет
Джек Дет все ще перебуває в іншому вимірі, відомому під назвою Орфей. «Трансери» донедавна були в ньому правлячим класом. Але Джеку належить знайти спосіб, щоб повернутися в свій вимір. А тут як на зло загрожує повстати з мертвих лорд Калібан.

## У ролях
| Актор            | Роль              |
| ---------------- | ----------------- |
| Тім Томерсон     | Джек Дет          |
| Стейсі Буржуа    | Ліра              |
| Ті Міллер        | Просперо          |
| Тері Івенс       | Шейлін            |
| Марк Арнольд     | Люціус            |
| Клейб Гартлі     | Лорд Калібан      |
| Алан Оппенхаймер | Фарр              |
| Джефф Молдован   | Гарісон           |
| Стефен Махт      | Гарріс            |
| Луана Стоіка     | Селія             |
| Рона Гартнер     | Тесса             |
| Йон Гайдук       | Анжело            |
| Міхай Дінвейл    | Зухвалий Нобл     |
| Міхай Коман      | «тунельний пацюк» |
| Берті Барберу    | «тунельний пацюк» |
| Лаура Ілайк      | «тунельний пацюк» |
| Маріус Іліеску   | «тунельний пацюк» |